# Жан Франсуа Мармонтель
Жан Франсуа́ Мармонте́ль (фр. Jean-François Marmontel, 11 липня 1723 — 31 грудня 1799) — французький прозаїк, поет, драматург. Один з авторів Енциклопедії. Член Французької академії.

## Біографія

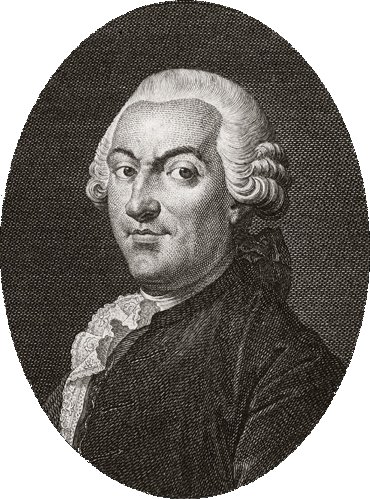
Жан Франсуа Мармонтель

Мармонтель народився у родині кравця в Бор-лез-Орг в Коррезі. Після навчання в єзуїтській школі та недовгого студіювання на кафедрі філософії в Тулузі, постригся в ченці й одержав місце викладача в Єзуїтській колегії. 1743 року Мармонтель написав свою першу оду: «L 'Invention de la poudre à canon» (Винайдення гарматного пороху) й сподівався отримати за неї приз на конкурсі «Jeux Floraux», але зазнав невдачі.
Він звернувся до Вольтера зі скаргою на несправедливість суддів; таким чином між ними зав'язалася дружба, що тривала все життя. За сприяння Вольтера Мармонтель видавав «Observateur littéraire».
1748 року Мармонтель написав трагедію «Denys le tyran», за якою з'явилися «Aristomène» (1749), «Cléopâtre» (1750), «Les Héraclides» (1752), «Égyptus» (1753); всі вони мали свого часу успіх, але на думку сьогоднішніх літературознавців, їхній рівень не надто високий. Успіх цих п'єс залежав скоріше від таланту акторів і від того, що Мармонтель був улюбленцем світського суспільства та героєм різних романічних пригод.
Вище трагедій Мармонтеля стоять його «Contes moraux» (Моральні казки), вишукані розповіді, які не надто виправдовують свою назву. Автор змальовує в них звичаї суспільства, поєднуючи в них сентиментальність та сентенційність з грівуазністью, тобто дещо непристойною грайливістю, що загалом є рисою багатьох авторів XVIII століття. Особливо вирізняються такі оповідання, як «Alcibiade ou le moi», «Soliman II», «La mauvaise mère» та ін.
Популярним був історичний роман Мармонтеля, «Bélisaire» (1767), що зазнав переслідувань Сорбонни за проповідь віротерпимості.
1783 року, після смерті д'Аламбера, Мармонтеля було призначено секретарем Французької академії, а 1786 року він отримав професорську кафедру. Свої праці з історії літератури, що були надруковані в «Encyclopédie», Мармонтель зібрав у книжку «Éléments de littérature», яка мала таку ж популярність, як «Lycée» Лагарпа.
Мармонтель написав ще багато лібрето для опер, опереток та балетів: балет «Кефал та Прокріс» для композитора Андре Гретрі, «La Guirlande» (1751), «Acanthe et Céphise» (1751), «Hercule mourant» (1761) тощо.
Серед інших його творі в прозі та віршах відомі: «L'établissement de l'école militaire» (1751), «Vers sur la convalescence du Dauphin» (1752), «Poétique française» (1763), « Mémoire sur la régence du duc d' Orléans» (1788), «Nouveaux contes moraux» (1792) і т. д. Зібрання творів Мармонтеля вийшло в 1819 р. «Oeuvres choisies» видані С. Сюрен (1824).
За архівними даними масонських лож відомо, що Мармонтель був масоном і входив у легендарну масонську ложу «Дев'ять Сестер».

## Твори

### Драматургія
- Denys le tyran, tragédie, 5 février 1748
- Aristomène, tragédie, 30 avril 1749
- Cléopâtre, tragédie, 20 mai 1750
- La Guirlande, acte de ballet, 1751, musique de Jean-Philippe Rameau
- Acanthe et Céphise, pastorale héroïque en trois actes, 1751, musique de Jean-Philippe Rameau
- Les Héraclides, tragédie, 24 mai 1752
- égyptus, tragédie, 1753
- Lysis et Délie, pastorale héroïque en un acte, 1753, musique de Jean-Philippe Rameau
- Les Sybarites, acte de ballet, 1753, musique de Jean-Philippe Rameau
- Hercule mourant, opéra, 1761
- Annette et Lubin (1762)
- La Bergère des Alpes (1766)
- Le Huron, opéra-comique, 1768, musique d'André Grétry
- Lucile, opéra-comique, 1769, musique d'André Grétry
- Sylvain, opéra-comique, 1770, musique d'André Grétry
- L'Amie de la maison, opéra-comique, 1771, musique d'André Grétry
- Zémire et Azor, opéra-comique, 1771, musique d'André Grétry
- Céphale et Procris, 1773
- La Fausse magie, opéra-comique, 1775, musique d'André Grétry
- Didon, опера, 1783, musique de Niccolò Vito Piccinni
- La Fausse Pénélope, opéra-comique, 1785, musique de Niccolò Vito Piccinni
- Démophon, 1788

### Поезія
- Polymnie, satire en 11 chants
- L' établissement de l' école militaire, 1751
- Vers sur la convalescence du Dauphin, 1752
- La naissance du duc d'Aquitaine, 1753
- Épître aux poètes, 1760
- La Neuvaine de Cythère, 1820

### Романи
- Contes moraux, 1755—1759
- Bélisaire, 1767
- Les Incas, 1777
- Nouveaux contes moraux, 1792

### Есе
- Poétique française, 1763, 3 parties: ouvrage dans lequel Jean Racine et Nicolas Boileau sont vivement attaqués
- Essai sur les révolutions de la musique en France, 1777
- De l'Autorité de l'usage sur la langue, 1785
- Éléments de littérature, 1787. Édition moderne chez Desjonquères, présentée, établie et annotée par Sophie Le Ménahèze, 2005.
- Mémoire sur la régence du duc d' Orléans, 1788
- Apologie de l'Académie française, 1792

### Інші твори
- édition remaniée de Venceslas de Rotrou, 1759
- La Pharsale de Lucain, traduite en prose, 1766
- édition des Chefs d' œuvres dramatiques de Mairet, Du Ryer et Rotrou, avec un Commentaire, 1775
- Mémoires d'un père pour servir à l 'instruction de ses enfants, 1800
- Leçons d'un père à ses enfants sur la langue française, 1806